# Юзбашян, Эрна Николаевна
Эрна Юзбашян (арм: Էռնա Յուզբաշյան, 16 декабря 1958, Ереван) — советская, армянская эстрадная певица, заслуженная артистка Армении (2015).

## Биография
Эрна Николаевна Юзбашян родилась 16 декабря, 1958 года в г. Ереване. Впервые вышла на профессиональную сценy в 16 лет, став солисткой государственного джазового квартета «Гая». До 20 лет жила в г. Баку. В 1979 году окончила Бакинское музыкальное училище (дирижерско-хоровое отделение). После получения высшего образования в Баку переехала в г. Ереван. В 1980 году с вокально-инструментальным ансамблем «Серпантин» гастролировала в Украине и в Молдове, сотрудничала с известным советским армянским композитором Робертом Амирханяном, участвовала во всесоюзных и международных конкурсах и была награждена почетными званиями и призами.   С 1982 года Эрна Юзбашян выступала в Государственном эстрадном оркестре народного артиста СССР Константина Орбеляна. В 1988 г. приглашена в Ереванский эстрадно-джазовый колледж преподавать эстрадный вокал. В 1989 г. ей присуждено звание лауреата премии Ленинского комсомола Армянской ССР. В 1991 г. приглашена в труппу Государственного театра песни Армении под руководством народного артиста Армении Артура Григоряна в качестве главной солистки театра. В 1994 году эмигрировала в Лос-Анджелес на постоянное место жительства, где продолжает профессиональную деятельность, активно участвует в культурной жизни русской и армянской диаспор, сотрудничает со многими армянскими музыкантами и певцами. В 2010 году в г. Ереване в Национальном академическом театре оперы и балета им. Александра Спендиарова состоялся сольный концерт «Только для тебя». В 2013 г. сольным концертом «Избранное» представила день эстрадной песни на музыкальном фестивале Эмиля Карата «Неделя Музыки в Ереване». В 2015 г. отметила 35-летие творческой деятельности юбилейным туром в Армении в г. Ереван, г. Гюмри, г. Степанакерт и выходом двойного CD «The Best». В 2015 г. Эрне Юзбашян присвоено звание заслуженной артистки Армении. Воспитывает дочь Александру.

## Музыкальные премии
- 1981 — Лауреат, первая премия на всесоюзном конкурсе молодых исполнителей советской песни, Днепропетровск.
- 1981 — Лауреат, вторая премия на международном конкурсе «Красная Гвоздика», Сочи.
- 1981 — Лауреат всесоюзного телевизионного фестиваля песни «Песня 81»
- 1985 — Лауреат всесоюзного телевизионного фестиваля песни «Песня 85».
- 1987 — Лауреат, третья премия на конкурсе Интервидения в Белграде «Месам 87».

## Музыкальные фильмы
- Эрна Юзбашян. «Песни любви». Студия телефильмов «Ереван», 1983 г.

## Государственные премии и награды
- 1989 — Лауреат премии Ленинского Комсомола Армении.
- 2015 — Заслуженная артистка Армении[14]. 22 апреля 2018 года отказалась от этого звания, в свете протестов в Армении.

## Дискография

### Синглы
- 1982 г.: «Красная гвоздика-81» — «Вставайте». Фирма «Мелодия». Виниловая пластинка.
- 1981 г.: «Кругозор». № 10. «Улыбнись».
- 1982 г.: «Эрна Юзбашян» — «Вставайте», «Улыбнись». Фирма «Мелодия». Миньон гибкий.
- 1982 г.: «Кругозор» № 5 (8). Ансамбль «Крунк» (Армения) — «Марал. Сон» (народные песни).
- 1983 г.: «ГОСУДАРСТВЕННЫЙ ЭСТРАДНЫЙ ОРКЕСТР АРМЕНИИ» (художественный руководитель К. Орбелян). Фирма «Мелодия». Пластинка. — «Улыбнись», «Сто часов счастья».
- 2004 г.: Константин Орбелян «MY PEOPLE» — «Уезжают друзья и любимые», «Я собрала твою любовь», «Вокализ».

### Альбомы
| Год выпуска | Название альбома |
| ----------- | ---------------- |
| 2011        | «Сиро Гишер»     |
| 2015        | «The Best»       |

### Видеоклипы
| Год выпуска | Название                   | Режиссёр        |
| ----------- | -------------------------- | --------------- |
| 1983        | «Мехеди»                   | ЦТ СССР         |
| 1988        | «Ванир индз»               | Грант Мовсисян  |
| 2005        | «Инчпес ми астх»           | Грант Вартанян  |
| 2005        | «Мехеди»                   | Грач Кешишян    |
| 2007        | «Сиро гишер»               | Арман Агаджанян |
| 2008        | «Уезжают друзья и любимые» |                 |
| 2008        | «Я собрала твою любовь»    |                 |
| 2009        | «Гитем»                    | Арман Агаджанян |
| 2009        | «Айн чем»                  | Арман Агаджанян |
| 2010        | «Еранум ем»                | Грант Мовсисян  |